# Арвідас Сабоніс
А́рвідас Ро́мас Сабо́ніс (лит. Arvydas Romas Sabonis; нар. 19 грудня 1964, Каунас, Литовська РСР) — радянський і литовський професійний баскетболіст, олімпійський чемпіон, чемпіон світу та Європи у складі національної збірної СРСР. Один із найсильніших центрових світу 1980—1990-х років. Заслужений майстер спорту СРСР (1985). Один з перших центрових, що впевнено атакував з-за дуги, вирізнявся унікальним розумінням гри, що дозволило йому увійти в ряд найкращих пасувальників «великих» в історії НБА.
20 серпня 2010 року Сабоніс увійшов до Зали слави ФІБА, таким чином отримавши визнання свого таланту. 4 квітня 2011 року було оголошено, що Сабоніс стане членом Баскетбольної Зали слави імені Нейсміта. Церемонія приурочена введенню нових гравців до Зали відбулася 12 серпня 2011 року. Сабоніс є другим за зростом членом Зали Слави імені Нейсміта після Ральфа Семпсона (224 см). 24 жовтня 2011 року Сабоніса вибрали президентом Литовської федерації баскетболу.

## Біографія

### Ранні роки
Арвідас Сабоніс почав займатися баскетболом у віці 9 років у каунаській баскетбольній школі. Його першим тренером був Юрій Фьодоров. 1981 року у складі збірної школярів Литви Арвідас став чемпіоном шкільної олімпіади і отримав пропозицію від головного тренера каунаського «Жальгіріса» Владаса Гарастаса перейти до його клубу. У цьому ж році у складі юнацької збірної СРСР Сабоніс став чемпіоном Європи.
У 1981 році в 16 років Арвідас Сабоніс (зріст 213 см) дебютував у дорослій команді «Жальгіріса» в матчі проти «Калева» та набрав перші 14 очок. Він допоміг «Жальгірісу» стати триразовим чемпіоном СРСР, отримав звання «Гравця року» в Європі у 1984 й 1985 за версією італійської газеті La Gazzetta dello Sport.
У цьому ж сезоні Арвідас отримав запрошення до головної команди країни. Збірна СРСР завоювала золоті медалі чемпіонату світу 1982 року, обігравши у фіналі збірну США з рахунком 95-94. У фінальному матчі, а також і в інших надважливих матчах турніру, головний тренер Олександр Гомельський не задіяв Сабоніса, посилаючись на відсутність досвіду.
 У 1984 році радянський уряд у відповідь на бойкот Олімпійських ігор у Москві в 1980 році, відмовився від участі в Олімпіаді в Лос-Анджелесі, а в 1985 році збірна СРСР у німецькому Штутгарті стала найкращою в Європі. У фіналі баскетболісти СРСР з великим рахунком обіграли збірну ЧССР (120-89). За підсумками турніру Арвідас Сабоніс був визнаний найкращим гравцем Європи.
У червні 1985 року в ході щорічної процедури драфту НБА «Атланта Хокс» вибрала Сабоніса у четвертому раунді (77-й спільний вибір), але результати були анульовані через молодий вік Арвідаса. У наступному році команда «Портленд Трейл Блейзерс» вибрала литовця на драфті 1986 під 24-м номером.
У 1986 році в матчі проти югославської «Цибони» Арвідас травмував ахіллове сухожилля. Травма виявилася дуже серйозною, потрібно було лікування у Центральному інституті травматології та ортопедії в Москві. Перший матч фіналу чемпіонату СРСР травмований гравець пропустив, і його рідний клуб поступився ЦСКА. Литовські спортивні керівники переконали керівництво Держкомспорту СРСР, що Арвідас Сабоніс цілком здоровий і може взяти участь в останніх іграх. Посилений своїм найкращим центровим, «Жальгіріс» зумів двічі обіграти ЦСКА і стати чемпіоном СРСР, але буквально через два місяці на тренувальному зборі у Арвідаса стався повторний розрив ахіллового сухожилля правої ноги.

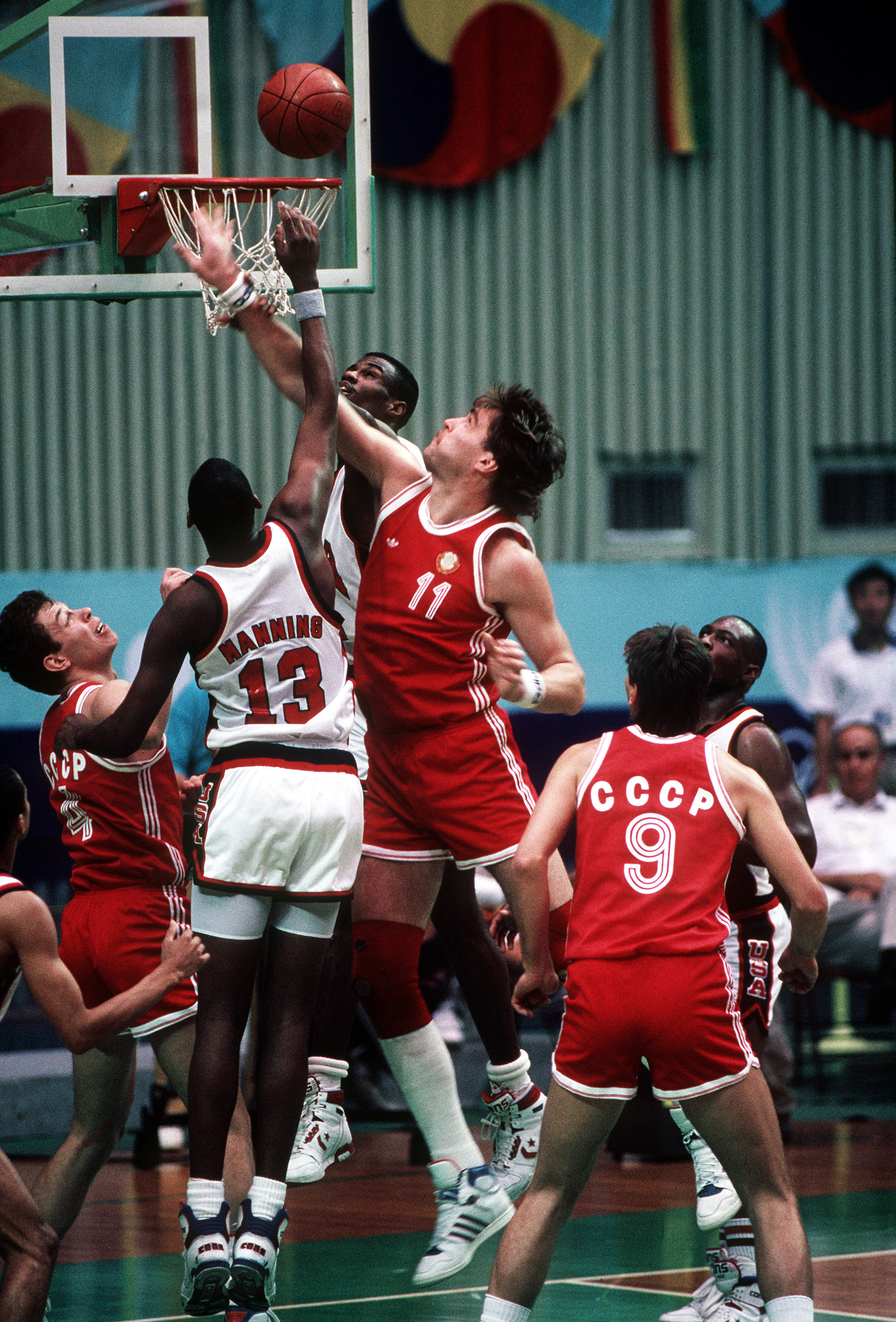
Літні Олімпійські ігри 1988. Баскетбол (чоловіки). СССР — США. Сабоніс (№ 11) проти Денні Меннінга (№ 13) і Девіда Робінсона

Після тривалого лікування та рецидиву травми Сабоніс пройшов реабілітацію у США. У серпні 1988 року він повернувся на батьківщину, де розпочав готуватися до Олімпійських ігор. Арвідас провів півтора року поза баскетболом, вперше з'явившись на майданчику на Олімпійських іграх в Сеулі в матчі проти команди Югославії. Збірна СРСР з «тріском» програла, хоча центровий відіграв весь матч, практично без замін. Решту поєдинків попереднього турніру спортсмени збірної СРСР виграли. У півфіналі команда СРСР переграла збірну США на чолі з Девідом «Адміралом» Робінсоном і Денні Меннінгом з рахунком 82:76. У фіналі турніру збірна СРСР взяла реванш за поразку на попередньому етапі від команди Югославії, що дозволило радянським баскетболістам вдруге у своїй історії завоювати золоті медалі олімпійського турніру.

### Іспанський період
У 1989 році Сабонісу дозволили виїхати з СРСР. Але замість того, щоб підписати контракт з «Трейл Блейзерс», він обрав іспанську лігу, де провів шість сезонів. Протягом трьох років Арвідас виступав за «Вальядолід» (1989-92) і три за «Реал Мадрид» (1992-95). Двічі Сабоніс приводив «Реал» до перемоги в чемпіонаті ліги Іспанії в 1993 і 1994 році, а також до перемоги клубному чемпіонаті Європи в 1995 році. Під час регулярного сезону 1994-95 за «Реал Мадрид», Сабоніс набирав у середньому 22,8 очок, 13,2 підбирань, 2,6 блок-шота і роблячи 2,4 передачі за гру.
У 1992 році Сабоніс виступив за збірну Литви на Олімпійських іграх в Барселоні. Зібрати разом всіх найкращих литовських гравців Шарунасу Марчюленісу допоміг Дон Нельсон, який пізніше працював головним тренером у «Голден Стейт», а потім у «Далласі». Він знайшов для команди гроші, розмістивши статтю в «San Francisco Chronicle». Першими відгукнулися учасники популярної групи Grateful Dead — команду підтримав вокаліст Джеррі Гарсія. По ходу турніру литовці поступилися двічі, перший раз на попередньому етапі збірна Литви поступилася Об'єднаній команді, а в півфіналі була розбита з рахунком 76-127 збірною США. У матчі за бронзові медалі Арвідасу з товаришами вдалося обіграти Об'єднану команду з колишніх радянських республік. Сабоніс набрав 26 очок і зробив 16 підборів.

### НБА
У 1995 році Сабоніс дебютував в НБА у віці 31 рік у команді «Портленд Трейл Блейзерс». Протягом усіх семи сезонів проведених в НБА, Сабоніс щорічно виходив зі своєю командою в плей-офф. 1998 року, чекаючи закінчення локауту в НБА, підписав короткостроковий контракт з «Жальгірісом» (Каунас), але не зіграв жодного матчу. Найкращим сезоном Арвідаса став сезон 1999/2000, коли «орегонці» пробилися до фіналу Західної конференції, де лише в сьомому матчі серії поступилися майбутнім чемпіонам «Лейкерс». За сім років в НБА Сабоніс набирав в середньому за матч 12 очок і робив 7,3 підбирання.
Після сезону 2000/01 НБА Сабоніс відмовився продовжувати контракт з «Трейл Блейзерс». За його власними словами, він «втомився морально і фізично». Він повернувся до Європи, де підписав контракт на один рік з «Жальгірісом», очікуючи, що приєднається до команди тільки на найважливіші гри, але відіграв весь сезон в повному обсязі, практично без відпочинку і відновлення після травм. Потім повернувся в «Трейл Блейзерс» на останній заключний сезон в 2002—2003 років.
Свій останній сезон в 2003—2004 роках Сабоніс провів у «Жальгірісі». Він привів команду до Топ-16 Євроліги. За підсумками сезону Арвідас був визнаний MVP Регулярного чемпіонату Євроліги і Найціннішим гравцем Топ-16. Він також став президентом команди. Сабоніс офіційно завершив професійну кар'єру в 2005 році.

## Сім'я
Дружина Інгріда в 1988 році стала «Міс Вільнюса», в 1989 році — перша віце-міс Литви. У Сабоніса три сини (Домантас, Таутвідас, Жигімантас) і одна донька (Аушріне). Таутвідас грає за молодіжну команду «Малага» і був членом національної збірної Литви у віці до 19, яка виграла у 2011 році Чемпіонат світу з баскетболу серед юнаків до 19 років. Двоє інших синів представляли литовську національну команду з баскетболу на міжнародних турнірах серед своїх вікових груп у серпні 2011 року.
У вересні 2011 року в Сабоніса стався серцевий напад під час баскетбольного матчу в Литві. Лікарі сказали, що серцевий напад не був небезпечним для життя.
Володіє литовською, російською, польською, іспанською та англійською мовами. У вільний час любить займатися риболовлею.

## Досягнення
- Чемпіон Олімпійських ігор 1988 (у складі збірної СРСР).
- Дворазовий бронзовий призер Олімпійських ігор 1992, 1996 (у складі збірної Литви).
- Чемпіон світу 1982 (у складі збірної СРСР).
- Срібний призер чемпіонату світу 1986 (у складі збірної СРСР).
- Чемпіон Європи 1985 (у складі збірної СРСР).
- Срібний призер чемпіонату Європи 1995 (у складі збірної Литви).
- Бронзовий призер чемпіонатів Європи 1983 і 1989 (у складі збірної СРСР).
- Чемпіон Євроліги у складі «Реал Мадрид» (1995).
- Найцінніший гравець Фіналу чотирьох Євроліги (1995)
- Триразовий чемпіон СРСР у складі «Жальгіріса» (1985, 1986, 1987).
- Дворазовий чемпіон Іспанії в складі «Реал Мадрид» (1993, 1994).
- Член баскетбольної зали слави ФІБА з 2010 року.

## Державні нагороди
- Командорський хрест ордена Великого князя Литовського Гедимінаса (1995)
- Великий хрест ордена Великого князя Литовського Гядімінаса (1996)
- Орден Дружби (Росія, 21 грудня 2006 року) — за великий внесок у зміцнення дружніх відносин і розвиток співробітництва між державами в галузі спорту
- Президентський орден Сяйво (Грузія, 2011 рік)[6]
- Орден Трудового Червоного Прапора
- Орден Дружби народів
- Медаль «За трудову відзнаку»
- Срібний Олімпійський орден
- Заслужений майстер спорту СРСР

## У кіно
Литовський кінорежисер Вітаутас В. Ландсбергіс зняв фільм про баскетболіста — «Сабас» («Sabas», 1997). Інший литовський кінорежисер Рімвідас Чекавічюс у 2014 році зняв документальний фільм «Арвідас Сабоніс. 11. На голову вище» («Arvydas Sabonis. 11. Visa galva aukščiau»).